# 傅权
傅权（?—?），十六国时期北燕大臣。
傅权在北燕天王馮跋属下担任尚书左丞。太平十七年（425年）二月，北燕国内有女子变成了男子。馮跋以此询问朝中文武的意见。傅权回答说：“西汉末年，母鸡变成了公鸡，结果出现了王莽篡夺汉朝的祸乱。何况今天发生的是女人变为男人，这是臣下变成君主的先兆！”太平二十二年（430年），馮跋死后，他的弟弟冯弘夺得君位。